# Shadow Project
Shadow Project fue una banda de rock alternativo / metal gótico formada en 1987 por la pareja Rozz Williams y Eva O en aquel entonces.
La banda estaba formada por exmiembros de Christian Death liderada por Williams y exmiembros de Super Heroines lidera por O. Después de grabar dos LP el grupo experimentó una pausa de tres años, para volver a convocar un tercer y último álbum. Shadow Project finalmente se desintegra debido al suicidó de Rozz Williams el 1 de abril de 1998.
Eva O describió la música de Shadow Project como una extraña mezcla de deathrock y punk. Por otra parte Rozz Williams indicó que la música de Shadow Project no era rock gótico, más bien fue más allá de lo etiquetado. Williams se sintió frustrado porque no podía dirigir desde la etiqueta "gótico" debido al estatus de leyenda de su antigua banda, Christian Death. Es decir no se consideraba más parte de la escena gótica, afirmando que:

Yo no voy a los clubes, así que no veo que sea mucho menos que yo este haciendo un show, y luego a veces parece un poquito superficial, ya sabes. Es gracioso ver toda la imagen y el vestido y el estilo y todo, que puede ser muy grande, pero parece que para una gran cantidad de gente, que su principal preocupación. No tienen muchas preguntas detrás de lo que están haciendo.

## Discografía
Albumes de estudio
- Shadow Project (1991)
- Dreams for the Dying (1992)
- From the Heart (1998)

EPs
- The Original Shadow Project (2005)